# Karl Gordon Henize
Karl Gordon Henize dr.,  (Cincinnati, Ohio, 1926. október 17. – Mount Everest (Nepál), 1993. október 5.) amerikai csillagász, űrhajós.
A NASA támogatásával, a Mount Everest északi oldalának megmászása közben magaslati tüdőödémában meghalt.

## Életpályája
1947-ben matematikából, 1948-ban csillagászatból szerzett oklevelet a University of Virginia-n. 1948-1951 között az University of Michigan Observatory megfigyelője. 1954-ben az University of Michigan keretében csillagászatból doktorált (Ph.D.). 1956-1959 között a Smithsonian Asztrofizikai Obszervatórium vezető csillagásza. 12 műholdkövető állomás összehangolásával végzett tudományos munkát. 1959-ben a Northwestern Egyetem Csillagászati Tanszék egyetemi docense, 1964-től professzor. Amatőr repülőgép vezetőként 2300 órát töltött a levegőben. Több obszervatóriumban (Dél-afrikai Köztársaság, Ausztrália) végzett tudományos munkát, majd a NASA tudományos főmunkatársa lett.
1967. augusztus 4-től a Lyndon B. Johnson Űrközpontban részesült űrhajóskiképzésben. A Skylab-program kutatásvezetője, a Skylab–2, Skylab–4 és a Skylab–2 támogató csapatának tagja. Kiképzett űrhajósként tagja volt az Apollo–15 támogató  csapatának. Egy űrszolgálata alatt összesen 7 napot, 22 órát, 45 percet (191 óra) töltött a világűrben. Űrhajós pályafutását 1986 áprilisában fejezte be, a Space Sciences Branch vezető tudósa lett.

## Űrrepülések
STS–51–F, a Columbia űrrepülőgép 2. repülésének küldetés Spacelab specialistája. Az általa készített 1 méteres ultraibolya hullámhosszon (UV) működő távcsővel rendszeres kutatási programokat végeztek. Technikai okok miatt előbb tértek vissza a Földre. Egy űrszolgálata alatt összesen 7 napot, 22 órát, 45 percet  töltött a világűrben. 5 284 350 kilométert repült, 127 alkalommal kerülte meg a Földet.

## Írásai
Több mint 70 tudományos, csillagászati publikáció szerzője vagy társszerzője.